# 矢田挿雲
矢田 挿雲（やだ そううん、1882年（明治15年）2月9日 - 1961年（昭和36年）12月13日）は、日本の小説家、俳人。本名は義勝。矢田插雲とも。石川県金沢市出身。主著に『太閤記』『江戸から東京へ』などがある。

## 生涯
1882年（明治15年）2月9日、石川県金沢市生まれ。幼い頃、父の転勤によって各地を転々とした。
旧制中学時代から俳句に親しむようになり、宮城県立第一中学校（現・宮城県仙台第一高等学校）を卒業後に上京し、東京専門学校（現・早稲田大学）に進学する。この頃に正岡子規と知り合い、俳句を学ぶようになったが、本格的に句作をするべく、中退した。
1908年（明治41年）以降、各地を転々として九州日報や芸備日日新聞にて新聞記者として勤めた。その後、1915年（大正4年）から新聞統制により読売新聞社と合併する1942年（昭和17年）まで報知新聞の社会部記者に留まった。
1919年（大正8年）ないし1920年（大正9年）頃より執筆活動を始める。
1920年（大正9年）から1923年（大正12年）にかけて、当時報知新聞社社会部部長の野村胡堂に勧められ、『江戸から東京へ』を報知新聞で連載する。その後、報知新聞に1923年（大正14年）から1924年（大正15年）にかけて歌舞伎役者を描いた小説『沢村田之助』や豊臣秀吉を描いた『太閤記』を連載した。
1925年（大正14年）、小説家の白井喬二が大衆文学作家の親睦団体「二十一日会」を結成。翌1926年（大正15年）秋には白井と共に『大衆文藝』を発刊し、挿雲は同人となり、大衆文学興隆の基礎作りに貢献した。また、「大日本俳交会」の結成、『俳句と添削』の主宰を経て、戦後には句誌『挿雲』を主宰した。
千葉県市川市の北方に茅葺の農家の「北方庵」を構え、晩年まで居住した。
1961年（昭和36年）12月13日、死去。79歳没。

## 作品

### 太閤記
代表作の時代劇『太閤記』は1925年（大正14年）から1934年（昭和9年）にかけて著され、1936年（昭和11年）にはサイレント映画『太閤記 藤吉郎出世飛躍の巻』として映画化された。なお、1970年（昭和45年）には日本テレビ系列にて『青春太閤記』として放送された。

### 東京から江戸へ
また、1920年（大正9年）から1923年（大正12年）にかけて『報知新聞』で連載された全12巻からなる歴史小説『江戸から東京へ』は、都市化が進む東京の町を散策する内容で、地誌読み物の草分けとして名高い。